# Bobak
Bobak (latin: Marmota bobak), også kaldet steppemurmeldyr, er en art af murmeldyr, som er udbredt på steppeområder i det østlige Europa (især Ukraine og Rusland samt i et vist omfang i Hviderusland) og Centralasien til det nordlige Kazakhstan. Den kan især ses i området mellem floderne Donets og Don (Kharkiv og Luhansk oblast i Ukraine samt de tilstødende regioner i Rusland) samt østpå mod Kazakhstan.
Bobakken er en stor udgave af de nordamerikanske præriehunde med en markant, rund vom og en tilbagelænet vagtpositur. I modsætning til de fleste andre murmeldyrarter trives bobakken på det græsklædte steppeland og nær kultiverede landområder. 

## Levevis
Den er kun aktiv i fire og halv måned om året og tilbringer resten af tiden i dvale. De unge individer forlader deres fødselskolonier efter de to første vintre. Hunnerne er kønsmodne efter tre år eller mere. Omkring 60 % af hunnerne bliver drægtige i løbet af en sommer, og de føder kuld på i gennemsnit lidt over fem unger. 
Bobakkerne benytter sig af et enkelt advarselskald, og undersøgelser har vist, at kaldene kommer hurtigere, når de lever på bjergskråninger, end hvis de lever på flade områder.
Menneskene har i tidens løb efterstræbt bobakkerne, dels for deres kød, som har været værdifulde i tider med mangel på fødevarer, dels for deres pels. Der er i nærheden af Moskva eksperimenter i gang med at opdrætte bobakker på grund af deres pels.
Som andre murmeldyr er bobakken sårbar over for byldepest. Det menes, at en bobak-population i Uralbjergene fungerede som basis for den pestepidemi, der ramte Rusland i slutningen af det 19. århundrede.